# Palazzo di Miraflores
Il palazzo di Miraflores, o più semplicemente Miraflores, è la sede ufficiale del governo del Venezuela, principale ufficio del presidente della Repubblica Bolivariana del Venezuela.
Situato nel centro di Caracas, a pochi metri dal Palacio Federal Legislativo, l'edificio cominciò ad essere costruito nel 1884 sotto la direzione del conte italiano Giuseppe Orsi de Mombello durante il mandato del presidente Joaquín Crespo (1884-1886). Fu però solo a partire dal 1900 che il palazzo iniziò ad esercitare le proprie funzioni, sotto il governo di Cipriano Castro.

## Storia

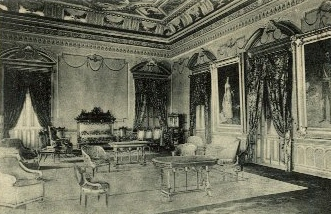
Interni del palazzo agli inizi del Ventesimo secolo

Il 27 aprile 1884, il generale Joaquín Crespo divenne presidente della Repubblica, e nell'agosto dello stesso anno comprò il terreno de La Trilla, situato nel centro di Caracas, per avviare la costruzione di una nuova residenza ai fini di abitarvi con sua moglie Jacinta Parejo de Crespo e i suoi figli.
È per questo che originalmente il palazzo venne chiamato Recidencia La Trilla e solo più tardi acquistò il nome attuale. Furono principalmente due i fattori che influirono nello sviluppo della costruzione del palazzo. Da un lato, gli obblighi presidenziali che impedirono a Crespo di occuparsi direttamente del progetto, dall'altro le irregolarità del terreno, dovute al fatto che questo era situato sulla pendice meridionale del monte Avila. Più tardi, nel 1887, cominciò la seconda tappa storica della costruzione del palazzo, la quale venne influenzata dalle esigenze di tempo e di denaro dettate dalla politica di Crespo.
Crespo, infatti, trascorse la maggior parte di questo tempo fuori dal paese, il che rese difficile il completamento del progetto. Tuttavia, in Spagna il presidente stabilì contatti con il costruttore Juan Bautista Sales, con il quale studiò i progetti di costruzione e il disegno dei primi piani, oltre a fare la conoscenza di un gran numero di artigiani. Si dice che durante il suo soggiorno in Spagna, Crespo prese ispirazione del nome di Miraflores grazie ad un monastero della città di Burgos. Una seconda versione vuole Crespo scegliere questo nome a seguito del suo esilio in Perù, durante il quale soggiornò per qualche tempo in una vecchia hacienda chiamata appunto Miraflores. Una terza Versione invece è legata alle lontane origini di Crespo e alle origini  di Orsi, entrambi Piemontesi. Infatti nel settecento esisteva una Castello dei Savoia chiamato Miraflores, nell'omonimo quartiere Torinese Mirafiori.
Nel 1889, quando Crespo tornò dal suo esilio nelle Antille, si dedicò maggiormente nell'adempimento del progetto del palazzo. Nel 1892 si racconta che fosse totalmente terminata la struttura esterna del palazzo. Il 1893, con la rielezione di Crespo a Presidente della Republica, fu un anno favorevole per la costruzione di Miraflores, dato che si poté finalmente terminare la costruzione degli interni ed avviare i dettagli finali del progetto. L'assassinio di Crespo (avvenuto nel 1898) segnò una fase difficile per il palazzo, in quanto il generale aveva lasciato alla moglie non pochi debiti da risanare.
A seguito del terremoto di Caracas del 29 ottobre 1900, il generale Cipriano Castro, allora al potere, decise di usare Miraflores come residenza presidenziale, avendo il palazzo un assetto antisismico. In questa maniera, Castro diventò il primo presidente ad abitare nel palazzo. Inoltre vi si trasferì l'ufficio del Ministero delle Finanze e del Credito Pubblico.

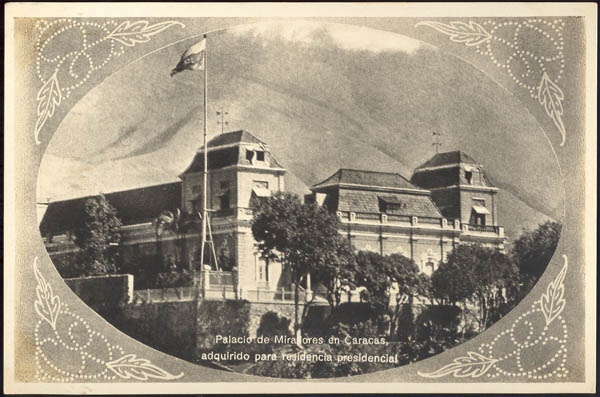
Facciata del palazzo nel 1930

Il primo gennaio 1901, il palazzo offrì il primo ricevimento con la ricorrenza del anno nuovo. Successivamente, nel marzo dello stesso anno, l'Assemblea Nazionale Costituente approvò un progetto mediante il quale si autorizzò il potere esecutivo federale ad acquistare la proprietà (messa all'asta solo nel 1911) e a trasformarla in Residenza Presidenziale. Il 5 luglio 1911, il generale Juan Vicente Gómez, vi tenne un grande ricevimento in occasione delle celebrazioni per il centenario dell'indipendenza.
Nel 1936, il generale Eleazar López Contreras si insediò nel palazzo e ne cambiò il carattere personalista attribuito da Castro e Gómez, conferendogli il profilo più ufficiale di Palazzo Nazionale del Governo e residenza ufficiale dei presidenti del Venezuela. Nel 1941, il presidente Isaías Medina Angarita ordinò la riparazione dell'ufficio presidenziale e ne migliorò gli esterni.
Nel 1945, Rómulo Betancourt diventò il primo condottiero ad identificare il palazzo di Miraflores come la sede dove venivano approvati i decreti presidenziali, in sostituzione del Palazzo Federale. Nel 1948, si insediò nel palazzo il primo presidente eletto per suffragio universale: Rómulo Gallegos.
Dal 1948 al 1958, durante la dittatura militare da parte del generale Marcos Pérez Jiménez, il palazzo di Miraflores subì un grave abbandono, si pensò addirittura di demolirlo e dare ad un altro edificio il profilo di sede ufficiale del governo. Nel 1959, Rómulo Betancourt, primo Condottiero Costituzionale del nuovo periodo democratico, avviò l'ampliamento di alcune sale ed ambienti del Palazzo.
Anni più tardi, nel primo periodo costituzionale di Rafael Caldera (1969-1974) si diede inizio all'erezione dell'Edificio Amministrativo, e nel febbraio del 1979, il palazzo venne dichiarato monumento storico nazionale. Nel periodo del presidente Luís Herrera Campíns, venne concluso l'Edificio Amministrativo e la Piazza Bicentenaria, e nel governo di Jaime Lusinchi venne ampliato il complesso adibito per il consiglio dei ministri.
Dal 1994 fino ai giorni nostri, si è intrapresa una politica volta a riscattare la dignità del Palazzo di Miraflores come sede ufficiale del governo nazionale. In questo modo, le sue porte sono state aperte al pubblico e, inoltre, il palazzo è stato adibito a centro di incontro di rilevanza sociale e politica fra impresari, lavoratori e funzionari del governo, senza tralasciare il clero e l'esercito.
Nel febbraio 2007 venne inaugurata una nuova sala stampa dedicata a Simón Bolívar, più ampia e comoda per realizzare conferenze o annunci da parte dei distinti rappresentanti del governo.

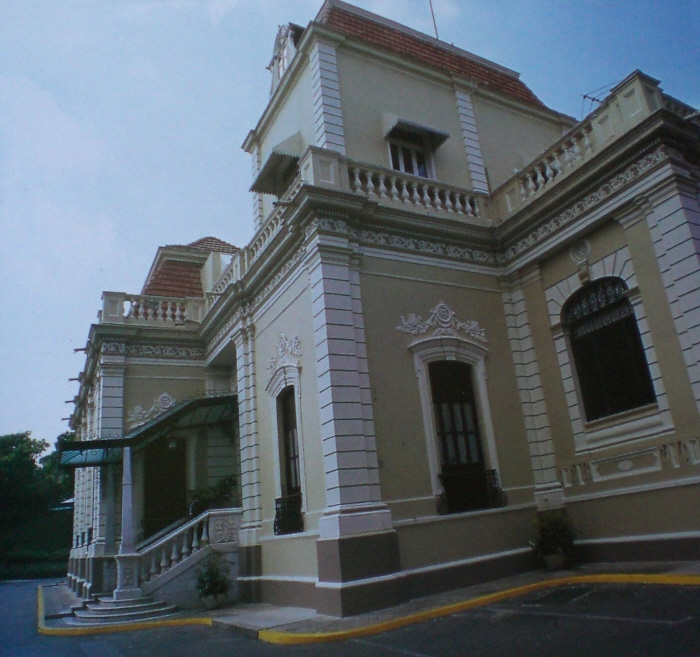
Facciata principale del palazzo
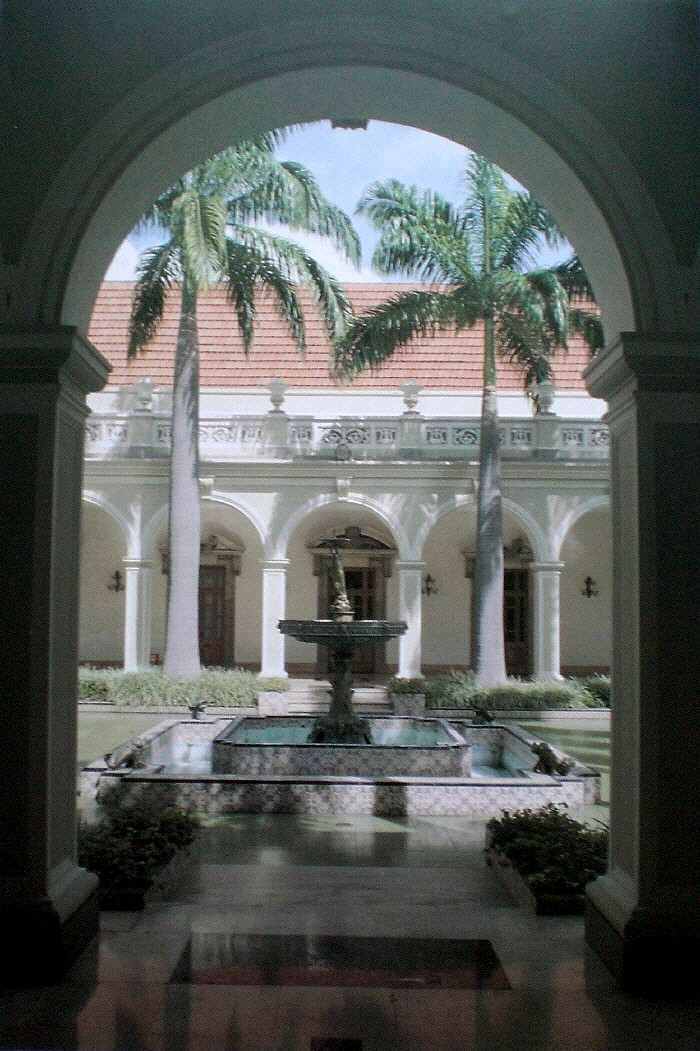
Patio centrale del palazzo.
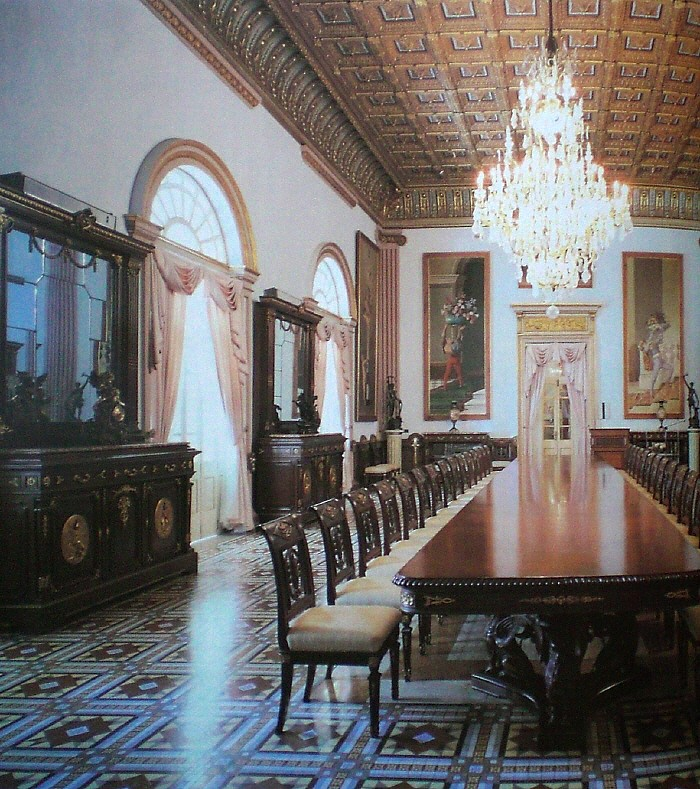
Sala Joaquín Crespo
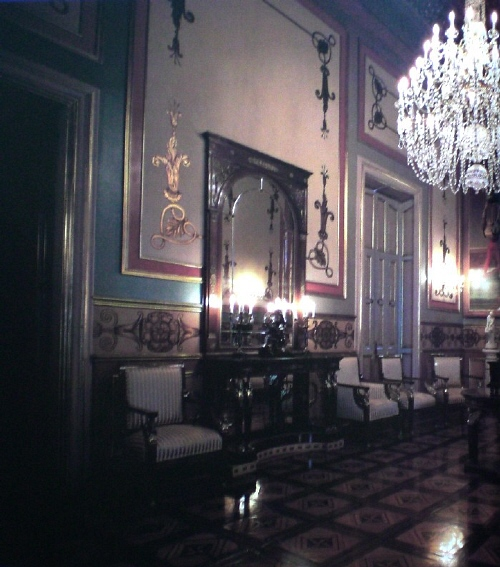
Sala degli Ambasciatori